# Hypnum moenkemeyeri
Hypnum moenkemeyeri är en bladmossart som beskrevs av C. Müller 1886. Hypnum moenkemeyeri ingår i släktet flätmossor, och familjen Hypnaceae. Inga underarter finns listade i Catalogue of Life.